# Niophis antennata
Niophis antennata är en skalbaggsart som först beskrevs av Martins, Chemsak, Linsley, Chemsak och Linsley 1966. Niophis antennata ingår i släktet Niophis och familjen långhorningar.
Artens utbredningsområde är Panama. Inga underarter finns listade i Catalogue of Life.